# Cantonul Nîmes-5
Cantonul Nîmes-5 este un canton din arondismentul Nîmes, departamentul Gard, regiunea Languedoc-Roussillon, Franța.

## Comune
- Nîmes (parțial)

Cantonul omvat de volgende wijken van Nîmes:
- Montcalm-République
- Mas de Vignolles
- Km Delta
- Ville-Active
- Costières
- Puech du Teil
- Casa del Sol
- Colisée
- Duhoda
- Capouchiné